# Тињ
Тињ је насељено мјесто у Равним Котарима, у сјеверозападној Далмацији. Припада граду Бенковцу у Задарској жупанији, Република Хрватска.

## Географија
Налази се 9 км сјеверно од Биограда и 11 км западно од Бенковца.

## Историја
Тињ се од распада Југославије до августа 1995. године налазио у Републици Српској Крајини, на самој линији разграничења.

## Култура
У Тињу се налазе римокатоличке цркве Св. Ивана Крститеља и Св. Пашквала.

## Становништво
Према попису из 1991. године, Тињ је имао 775 становника, од чега 637 Хрвата, 127 Срба и 11 осталих. Према попису становништва из 2001. године, Тињ је имао 551 становника. Тињ је према попису становништва из 2011. године имао 530 становника.
| Националност       | 1991. | 1981. | 1971. | 1961. |
| Хрвати             | 637   | 560   | 638   | 541   |
| Срби               | 127   | 113   | 142   | 147   |
| Југословени        |       | 48    | 2     | 5     |
| остали и непознато | 11    | 12    | 2     | 8     |
| Укупно             | 775   | 733   | 784   | 701   |

| Демографија | Демографија | Демографија |
| Година      | Становника  | Становника  |
| ----------- | ----------- | ----------- |
| 1961.       | 701         |             |
| 1971.       | 784         |             |
| 1981.       | 733         |             |
| 1991.       | 775         |             |
| 2001.       | 551         |             |
| 2011.       |             | 530         |

## Попис 1991.
На попису становништва 1991. године, насељено место Тињ је имало 775 становника, следећег националног састава:
| Попис 1991.‍ | Попис 1991.‍ | Попис 1991.‍ | Попис 1991.‍ | Попис 1991.‍ |
| ----------- | ----------- | ----------- | ----------- | ----------- |
|             |             |             |             |             |
| Хрвати      | Хрвати      |             | 637         | 82,19%      |
| Срби        | Срби        |             | 127         | 16,38%      |
| Пољаци      | Пољаци      |             | 1           | 0,12%       |
| непознато   | непознато   |             | 10          | 1,29%       |
| укупно: 775 |             |             |             |             |

## Презимена
- Вејновић — Православци
- Драча — Православци
- Дуброја — Православци
- Зечевић — Православци
- Марчић — Православци
- Кркљеш — Православци
- Узелац — Православци
- Цвијетић — Православци